# Estatua de la Libertad (Capitolio)
La Estatua de la Libertad (en inglés: Statue of Freedom), también conocida como la Libertad Armada o simplemente Libertad, es una estatua de bronce diseñada por Thomas Crawford. Desde 1863, ha coronado la cúpula del Capitolio de los Estados Unidos en Washington D. C.. Originalmente llamada La Libertad Triunfante en la Guerra y la Paz (Freedom Triumphant in War and Peace), una publicación oficial del gobierno de los Estados Unidos indica que la estatua "se conoce oficialmente como la Estatua de la Libertad".
La estatua representa una figura femenina que lleva un casco militar y sostiene una espada enfundada en su mano derecha y una corona de laurel y un escudo en su mano izquierda. La figura se encuentra sobre un globo de hierro fundido en el cual se encuentra grabada la frase inscrita en las monedas de los Estados Unidos, E pluribus unum.

## Descripción
Libertad es una figura colosal de bronce de 191⁄2 pies (5.9 metros) de altura y un peso aproximado de 15.000 libras (6.800 kilogramos). Su cresta alcanza una altura máxima de 288 pies (88 metros) sobre la plaza frontal este del Capitolio de los Estados Unidos. Es una figura alegórica femenina cuya mano derecha sostiene la empuñadura de una espada enfundada, mientras que en su mano izquierda sostiene una corona de laurel y el escudo de los Estados Unidos. Su quitón está asegurado por un broche con la inscripción "U.S." y está parcialmente cubierta por una pesada manta con flecos sobre su hombro izquierdo, semejante a la que utilizan los nativos americanos. Ella mira hacia el este, hacia la entrada principal del edificio y hacia el sol naciente. Lleva un casco militar adornado con estrellas y una cabeza de águila que a su vez está coronada por una cresta de plumas en forma de paraguas.
Aunque en realidad no hace referencia a Columbia, comparte muchas de sus características icónicas. La libertad se encuentra sobre un globo de hierro fundido rodeado por uno de los lemas nacionales, E pluribus unum. La parte inferior de la base está decorada con fasces y coronas. Diez puntas de bronce con puntas de platino están unidas a su tocado, hombros y escudo para protegerse de los rayos.

## Historia

### Diseño

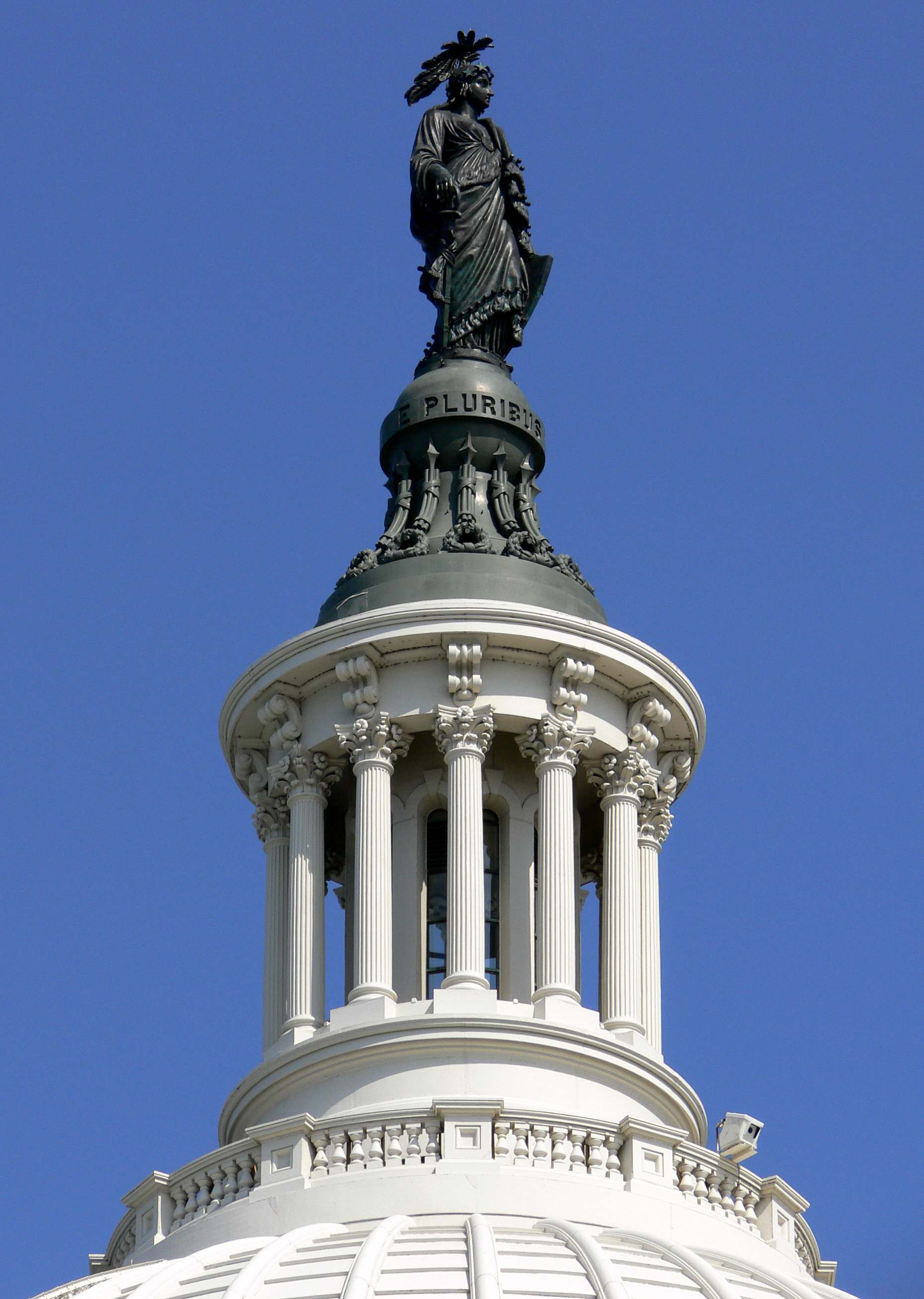
Estatua de La Libertad Elevada en la Cúpula del Capitolio de Los Estados Unidos.

En los diseños originales del arquitecto Thomas U. Walter para la nueva cúpula de hierro fundido del Capitolio Nacional, siempre se tuvo contemplado en añadir una estatua monumental para la parte superior, la cual fue autorizada en 1855. El dibujo de Walter mostraba el contorno de una estatua que representaba a la Diosa de la Libertad; por otro lado, Crawford propuso en cambio una figura alegórica de la Libertad Triunfante en Guerra y Paz.

Crawford recibió el encargo de diseñar a Freedom en 1854 y ejecutó el modelo de yeso de la estatua en su estudio de Roma. El senador de Misisipí y secretario de Guerra de los Estados Unidos, Jefferson Davis (quien más tarde se convertiría en presidente de la Confederación) estuvo a cargo de la construcción del Capitolio y sus decoraciones. Según David Hackett Fischer en su libro "Liberty and Freedom":
"La estatua de Crawford era ... muy cercana de las ideas de Jefferson Davis en todos los sentidos excepto en uno…. Encima de la corona, [había] agregado un gorro de la libertad, el antiguo símbolo romano de un esclavo emancipado. Parecía una afrenta directa a un esclavista militante"
A lo cual Jefferson Davis estalló de rabia. El escultor del norte y el dueño de esclavos del sur ya se habían enfrentado por un gorro de la libertad en la decoración interior del Capitolio.
Davis envió a su ayudante, el capitán Montgomery Meigs, con órdenes de quitar la tapa, diciendo que "su historia la vuelve inapropiada para un pueblo que nació libre y no sería esclavizado". Un casco militar, con cabeza de águila americana y cresta de plumas, reemplazó la gorra en la versión final de la escultura. (Curiosamente, hoy en día muchos observadores casuales toman la estatua, con su águila y plumas, como un indio americano).

### Ejecución
Crawford murió repentinamente en 1857, antes de que el modelo de yeso de tamaño completo saliera de su estudio en Roma. El modelo, embalado en seis cajas, fue enviado desde Italia en un pequeño velero en la primavera de 1858. Durante el viaje, el barco comenzó a llenarse de agua y se detuvo en Gibraltar para su reparación. Después de salir de Gibraltar, el barco comenzó a tener fugas nuevamente hasta el punto de que no pudo ir más allá de las Bermudas, donde se almacenó el modelo hasta que se pudo organizar otro viaje. 
La mitad de las cajas finalmente llegó a la ciudad de Nueva York en diciembre, pero todas las secciones no estuvieron en Washington D. C. hasta fines de marzo de 1859.
A partir de 1860, Clark Mills, cuya fundición de bronce estaba ubicada en las afueras de Washington, fundió la estatua en cinco secciones principales. El trabajo se detuvo en 1861 debido a la Guerra Civil, pero a fines de 1862 la estatua se terminó y se exhibió temporalmente en los terrenos del Capitolio. El costo de la estatua, sin incluir la instalación, fue de $23.796,82.
Mientras se moldeaba Freedom en la fundición de Mills, el capataz a cargo de la fundición se declaró en huelga. En lugar de pagarle los salarios más altos que exigía, Mills entregó el proyecto a Philip Reid, uno de los esclavos que trabajaban en las instalaciones. 
Reid presidió el resto del casting y montaje de la figura. A fines de 1863, la construcción de la cúpula estaba lo suficientemente avanzada como para instalar la estatua, que fue izada por antiguos esclavos en secciones y ensamblada sobre el pedestal de hierro fundido. 
La sección final, la cabeza y los hombros de la figura, se levantó el 2 de diciembre de 1863, con un saludo de 35 cañones respondidos por los cañones de los 12 fuertes alrededor de Washington.

## Restauración

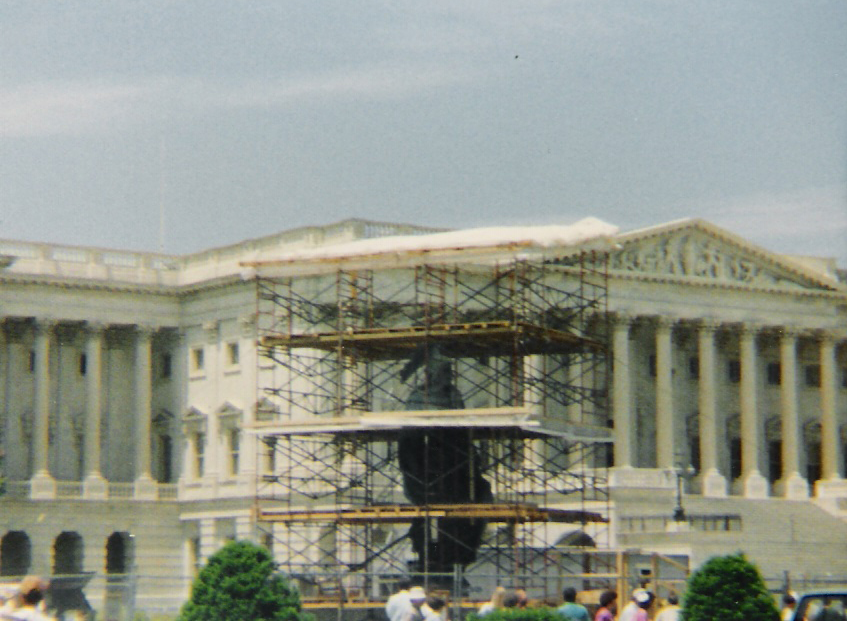
Estatua de la Libertad ubicada en frente del Capitolio para su restauración en 1993.

El 9 de mayo de 1993, después de haber estado en su lugar durante casi 130 años, la estatua fue derribada de su pedestal en helicóptero para su restauración, dando a los turistas la oportunidad de ver la estatua de cerca. El trabajo fue necesario debido a las extensas picaduras y corrosión en la superficie del bronce y debido a una grieta y oxidación en el pedestal de hierro fundido. 
La Comisión de Preservación del Capitolio de los Estados Unidos proporcionó $780,000 en fondos recaudados de forma privada. El trabajo fue realizado por New Arts Foundry de Baltimore, Maryland.

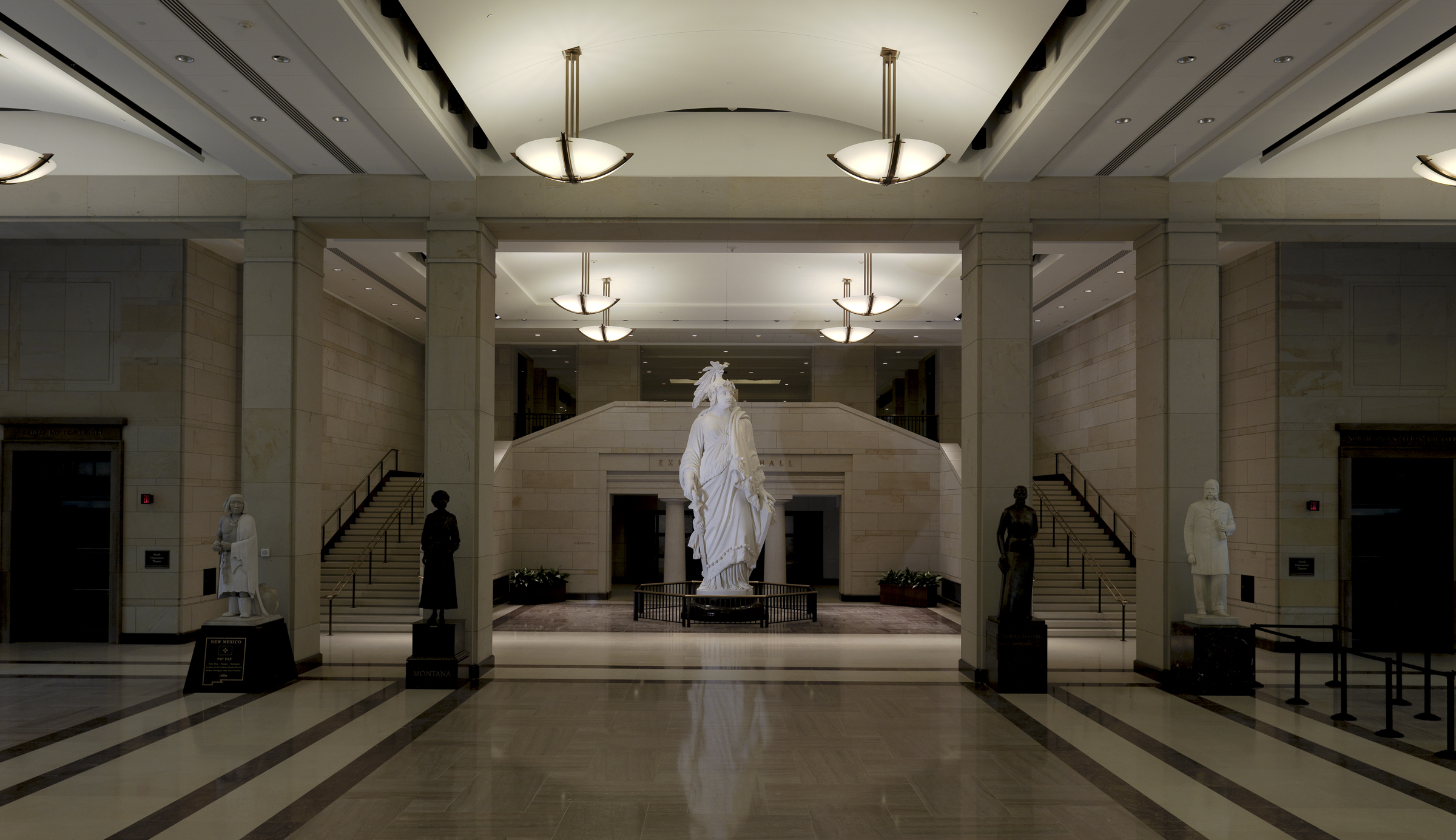
Modelo de Yeso de La Estatua de La Libertad Exhibido en la Sala de Emancipación del Centro de Visitantes del Capitolio.

El pedestal de hierro fundido se restauró en su lugar encima de la cúpula. Se quitó la pintura del metal y se quitaron las coronas y fasces para garantizar que se limpiaran y recubrieran a fondo. La grieta se reparó permanentemente, y todo el pedestal se imprimó y pintó con un color especialmente mezclado para que combinara con la estatua.
La restauración de la estatua y el pedestal se completó en aproximadamente cuatro meses. La Estatua de la Libertad fue devuelta a su pedestal en helicóptero el 23 de octubre de 1993, en medio de la celebración del bicentenario del Capitolio de los Estados Unidos. Desde entonces, cada 2 o 3 años, la estatua se somete a dos semanas de limpieza y recubrimiento según sea necesario.
El modelo de yeso de la estatua, que estuvo almacenado durante 25 años, fue reensamblado y restaurado en la rotonda del sótano del Edificio de Oficinas del Senado Russell, donde fue devuelto a la exhibición pública permanente en enero de 1993. El modelo de yeso fue reubicado en la Sala de Emancipación del Centro de Visitantes del Capitolio, que brinda acceso a más visitantes para ver los detalles de la estatua.

## Uso de la imagen deFreedom
La conocida Estatua de la Libertad ha aparecido en varios diseños oficiales, similar a La Estatua de la Libertad. 
- La cabeza de la estatua está representada en un sello postal (1923, EE. UU. Scott n.º 573), que se volvió a emitir en 2006.
- La estatua completa está representada en un sello que conmemora el 150 aniversario de Washington D. C. (1950, EE. UU. Scott n.º 989).
- La estatua completa también se encontraba impresa en el frontal Izquierdo de los billetes de $5.00 dólares de Estados Unidos en 1862.
- También se puede encontrar en el reverso de la condecoración de la Medalla de la Campaña de Irak autorizada para otorgarse a los miembros del ejército de los EE. UU. que se despliegan en Irak en apoyo directo de la Operación Libertad Iraquí.